# 纳克索斯
纳克索斯（希臘語：Νάξος）是希腊爱琴海基克拉泽斯群岛纳克索斯岛的首府，它位于该岛的西侧，面积126.957 km²，人口6,533（2001年）。 
纳克索斯是一个热门的旅游目的地，有一些容易到达的古代废墟，附近还有许多美丽的海滩，例如阿基亚安娜、阿吉奥斯·普罗科皮奥斯、阿里科斯、卡斯特拉基、米克利·维格拉、普拉卡和聖喬治歐斯。